# Tromsø Idrettslag 2015
Questa voce raccoglie le informazioni riguardanti il Tromsø Idrettslag nelle competizioni ufficiali della stagione 2015.

## Stagione
A seguito della promozione dell'anno precedente, il Tromsø si è apprestato a fare il suo ritorno nell'Eliteserien. Il 18 agosto, l'allenatore Steinar Nilsen è stato esonerato dalla guida tecnica del club. Lo ha sostituito il suo assistente, Bård Flovik. La squadra ha chiuso la stagione al 13º posto finale, mentre l'avventura nel Norgesmesterskapet 2015 è terminata al secondo turno con l'eliminazione per mano del Senja.
Il calciatore più utilizzato in stagione è stato Magnus Andersen a quota 32 presenze, tra campionato e coppa. Zdeněk Ondrášek è stato invece il miglior marcatore a quota 10 reti, tra tutte le competizioni.

## Maglie e sponsor
Lo sponsor tecnico per la stagione 2015 è stato Select, mentre lo sponsor ufficiale è stato Sparebank 1. La divisa casalinga fu composta da una maglietta rossa con strisce bianche, pantaloncini e calzettoni bianchi. La divisa da trasferta fu invece di colore blu, con inserti bianchi.
| Casa | Trasferta |

## Rosa
| N. |                      | Ruolo | Calciatore            |
| -- | -------------------- | ----- | --------------------- |
| 1  | Svezia (bandiera)    | P     | Benny Lekström        |
| 2  | Norvegia (bandiera)  | D     | Magnar Ødegaard       |
| 3  | Norvegia (bandiera)  | D     | Kent-Are Antonsen     |
| 4  | Norvegia (bandiera)  | D     | Henrik Gjesdal        |
| 5  | Norvegia (bandiera)  | A     | Morten Moldskred      |
| 6  | Norvegia (bandiera)  | C     | Christian Landu Landu |
| 7  | Svezia (bandiera)    | C     | Marcus Hansson        |
| 8  | Norvegia (bandiera)  | C     | Gjermund Åsen         |
| 10 | Norvegia (bandiera)  | C     | Thomas Drage          |
| 11 | Norvegia (bandiera)  | C     | Jonas Johansen        |
| 12 | Norvegia (bandiera)  | P     | Gudmund Kongshavn     |
| 13 | Rep. Ceca (bandiera) | A     | Zdeněk Ondrášek       |
| 14 | Norvegia (bandiera)  | D     | Hans Norbye           |
| 15 | Norvegia (bandiera)  | C     | Magnus Andersen       |
| 16 | Norvegia (bandiera)  | C     | Lars-Gunnar Johnsen   |
| 17 | Norvegia (bandiera)  | C     | Remi Johansen         |

| N. |                     | Ruolo | Calciatore             |
| -- | ------------------- | ----- | ---------------------- |
| 19 | Norvegia (bandiera) | C     | William Frantzen       |
| 21 | Norvegia (bandiera) | C     | Thomas Kind Bendiksen  |
| 21 | Norvegia (bandiera) | A     | Brian Kjeldsberg       |
| 22 | Norvegia (bandiera) | D     | Simen Wangberg         |
| 23 | Norvegia (bandiera) | P     | Pål Vestly Heigre      |
| 24 | Norvegia (bandiera) | A     | Mikael Ingebrigtsen    |
| 25 | Norvegia (bandiera) | D     | Lasse Nilsen           |
| 26 | Norvegia (bandiera) | D     | Jostein Gundersen      |
| 27 | Norvegia (bandiera) | C     | Fredrik Michalsen      |
| 28 | Norvegia (bandiera) | P     | Jacob Karlstrøm        |
| 28 | Norvegia (bandiera) | C     | Tobias Hjorten Paulsen |
| 29 | Norvegia (bandiera) | C     | Håvard Espejord        |
| 29 | Norvegia (bandiera) | A     | William Venta Akre     |
| 30 | Norvegia (bandiera) | A     | Runar Espejord         |
| 31 | Norvegia (bandiera) | D     | Henrik Carlyle         |
| 48 | Croazia (bandiera)  | D     | Marin Oršulić          |

## Calciomercato

### Sessione invernale(dal 01/01 al 31/03)
| Arrivi | Arrivi                | Arrivi    | Arrivi     |
| R.     | Nome                  | da        | Modalità   |
| ------ | --------------------- | --------- | ---------- |
| P      | Gudmund Kongshavn     | Vålerenga | definitivo |
| P      | Pål Vestly Heigre     | Viking    | prestito   |
| D      | Magnar Ødegaard       | Molde     | definitivo |
| C      | Gjermund Åsen         | Ranheim   | definitivo |
| C      | Marcus Hansson        | Gefle     | definitivo |
| C      | Christian Landu Landu |           | svincolato |

| Partenze | Partenze               | Partenze | Partenze   |
| R.       | Nome                   | a        | Modalità   |
| -------- | ---------------------- | -------- | ---------- |
| P        | Lars Herlofsen         |          | svincolato |
| D        | Miika Koppinen         |          | ritiro     |
| C        | Lars Henrik Andreassen |          | svincolato |
| C        | Thomas Kind Bendiksen  | Molde    | definitivo |

### Sessione estiva(dal 22/07 al 18/08)
| Arrivi | Arrivi                | Arrivi | Arrivi     |
| R.     | Nome                  | da     | Modalità   |
| ------ | --------------------- | ------ | ---------- |
| D      | Marin Oršulić         |        | svincolato |
| C      | Thomas Kind Bendiksen | Molde  | prestito   |

| Partenze | Partenze     | Partenze | Partenze   |
| R.       | Nome         | a        | Modalità   |
| -------- | ------------ | -------- | ---------- |
| C        | Thomas Drage | Sogndal  | definitivo |

## Risultati

### Eliteserien

#### Girone di andata
| Arbitro: | Hobber Nilsen (Oslo) |

|  |           |                    |
|  | Marcatori | 54’ Heieren Hansen |

| Arbitro: | Johnsen (Tønsberg) |

|                                            |           |          |
| Ødegaard 20’ (aut.) Berisha 56’ Bytyqi 76’ | Marcatori | 46’ Åsen |

| Arbitro: | Sandmoen (Kjelsås) |

|          |           |              |
| Åsen 35’ | Marcatori | 33’ Knudtzon |

| Arbitro: | Lundby (Bøverbru) |

|  |           |                               |
|  | Marcatori | 29’ Ingebrigtsen 87’ Ondrášek |

| Arbitro: | Johnsen (Tønsberg) |

|  |           |                         |
|  | Marcatori | 42’ Asante 45’ Grossman |

| Arbitro: | Døvle (Larvik) |

|                                        |           |              |
| Hollingen 4’ Vilhjálmsson 18’ Ajer 89’ | Marcatori | 31’ Ondrášek |

| Arbitro: | Kjensli (Oslo) |

|                                            |           |                            |
| Gauseth 38’ (rig.), 73’ Bernstein 74’, 90’ | Marcatori | 21’ Åsen 28’, 46’ Ondrášek |

| Arbitro: | Hansen (Feda) |

|                                                |           |                                                                      |
| Ingebrigtsen 3’ Ondrášek 19’ Andersen 53’, 84’ | Marcatori | 17’ Stengel 41’ Larsen 73’ Grindheim 77’ Lindkvist 87’ Fredheim Holm |

| Arbitro: | Hobber Nilsen (Oslo) |

|            |           |  |
| Ndiaye 68’ | Marcatori |  |

| Arbitro: | Hagen (Grue) |

|                          |           |                     |
| Johansen 3’ Andersen 41’ | Marcatori | 7’ Bentley 58’ Ruud |

| Arbitro: | Hobber Nilsen (Oslo) |

|            |           |              |
| Jensen 48’ | Marcatori | 56’ Andersen |

| Arbitro: | Kjensli (Oslo) |

|                         |           |  |
| Antonsen 8’ Hansson 31’ | Marcatori |  |

| Arbitro: | Hansen (Feda) |

|                         |           |              |
| Ogunjimi 5’ Vilsvik 67’ | Marcatori | 88’ Ondrášek |

| Arbitro: | Hafsås (Trondheim) |

|                           |           |  |
| Ondrášek 80’ Johansen 85’ | Marcatori |  |

| Arbitro: | Hansen (Feda) |

|            |           |                 |
| Mjelde 79’ | Marcatori | 90’ J. Johansen |

#### Girone di ritorno
| Arbitro: | Døvle (Larvik) |

|                                 |           |          |
| Andersen 23’ Sandnes 63’ (aut.) | Marcatori | 19’ Ajer |

| Arbitro: | Lundby (Bøverbru) |

|                                        |           |                            |
| Nordkvelle 23’ Occéan 44’ Zekhnini 90’ | Marcatori | 31’ Andersen 83’ Moldskred |

| Arbitro: | Kjensli (Oslo) |

|  |           |                                                       |
|  | Marcatori | 6’, 48’ Wikheim 29’ Vilsvik 50’ Hanin 66’, 76’ Fossum |

| Arbitro: | Johnsen (Tønsberg) |

|           |           |  |
| Zahid 19’ | Marcatori |  |

| Arbitro: | Hobber Nilsen (Oslo) |

|              |           |               |
| Antonsen 85’ | Marcatori | 30’ Kirkevold |

| Arbitro: | Skjerven (Kaupanger) |

|            |           |  |
| Martin 55’ | Marcatori |  |

| Arbitro: | Lundby (Bøverbru) |

|             |           |               |
| Andersen 3’ | Marcatori | 45’ Søderlund |

| Tromsø 13 settembre 2015, ore 15:30 23ª giornata | Tromsø             | 0 – 0 referto | Mjøndalen | Alfheim Stadion (3.532 spett.)\| Arbitro: \| Hafsås (Trondheim) \| |
| Arbitro:                                         | Hafsås (Trondheim) |               |           |                                                                    |

| Arbitro: | Steen (Bergen) |

|                     |           |                 |
| Kassi 31’ Keita 90’ | Marcatori | 58’ R. Johansen |

| Arbitro: | Døvle (Larvik) |

|              |           |                     |
| Espejord 71’ | Marcatori | 51’ (aut.) Johansen |

| Arbitro: | Hagen (Grue) |

|                                                   |           |  |
| Hestad 19’ Simonsen 36’ Flo 55’ Kamara 79’ (rig.) | Marcatori |  |

| Arbitro: | Hansen (Feda) |

|                                         |           |               |
| Espejord 45’, 82’ Sigurðsson 71’ (aut.) | Marcatori | 15’ Abdullahi |

| Arbitro: | Berntsen (Vang) |

|          |           |  |
| Wiig 55’ | Marcatori |  |

| Arbitro: | Hagen (Grue) |

|                                    |           |             |
| Ondrášek 40’, 86’ Ingebrigtsen 51’ | Marcatori | 30’ Sørloth |

| Arbitro: | Johnsen (Tønsberg) |

|  |           |              |
|  | Marcatori | 31’ Antonsen |

### Norgesmesterskapet
| Arbitro: | Gjendemsjø |

|               |           |                               |
| Jørgensen 10’ | Marcatori | 26’ Ingebrigtsen 45’ Ondrášek |

| Arbitro: | Loe |

|                       |           |              |
| Ross 49’ Garfjell 90’ | Marcatori | 35’ Espejord |

## Statistiche

### Statistiche di squadra
| Competizione       | Punti | In casa | In casa | In casa | In casa | In casa | In casa | In trasferta | In trasferta | In trasferta | In trasferta | In trasferta | In trasferta | Totale | Totale | Totale | Totale | Totale | Totale | DR  |
| Competizione       | Punti | G       | V       | N       | P       | Gf      | Gs      | G            | V            | N            | P            | Gf           | Gs           | G      | V      | N      | P      | Gf     | Gs     | DR  |
| ------------------ | ----- | ------- | ------- | ------- | ------- | ------- | ------- | ------------ | ------------ | ------------ | ------------ | ------------ | ------------ | ------ | ------ | ------ | ------ | ------ | ------ | --- |
| Eliteserien        | 29    | 15      | 5       | 6       | 4       | 22      | 23      | 15           | 2            | 2            | 11           | 27           | 30           | 30     | 7      | 8      | 15     | 36     | 50     | -14 |
| Norgesmesterskapet | -     | 0       | 0       | 0       | 0       | 0       | 0       | 2            | 1            | 0            | 1            | 3            | 3            | 2      | 1      | 0      | 1      | 3      | 3      | 0   |
| Totale             | -     | 15      | 5       | 6       | 4       | 22      | 23      | 17           | 3            | 2            | 12           | 30           | 33           | 32     | 8      | 8      | 16     | 39     | 53     | -14 |

### Statistiche dei giocatori
| Giocatore         | Eliteserien | Eliteserien | Eliteserien | Eliteserien | Norgesmesterskapet | Norgesmesterskapet | Norgesmesterskapet | Norgesmesterskapet | Coppe europee | Coppe europee | Coppe europee | Coppe europee | Altre coppe | Altre coppe | Altre coppe | Altre coppe | Totale   | Totale | Totale      | Totale     |
| Giocatore         | Presenze    | Reti        | Ammonizioni | Espulsioni  | Presenze           | Reti               | Ammonizioni        | Espulsioni         | Presenze      | Reti          | Ammonizioni   | Espulsioni    | Presenze    | Reti        | Ammonizioni | Espulsioni  | Presenze | Reti   | Ammonizioni | Espulsioni |
| ----------------- | ----------- | ----------- | ----------- | ----------- | ------------------ | ------------------ | ------------------ | ------------------ | ------------- | ------------- | ------------- | ------------- | ----------- | ----------- | ----------- | ----------- | -------- | ------ | ----------- | ---------- |
| M. Andersen       | 30          | 7           | 1           | 0           | 2                  | 0                  | 0                  | 0                  |               |               |               |               |             |             |             |             | 32       | 7      | 1           | 0          |
| K. Antonsen       | 28          | 3           | 4           | 0           | 2                  | 0                  | 0                  | 0                  |               |               |               |               |             |             |             |             | 30       | 3      | 4           | 0          |
| G. Åsen           | 21          | 3           | 2           | 0           | 1                  | 0                  | 0                  | 0                  |               |               |               |               |             |             |             |             | 22       | 3      | 2           | 0          |
| H. Carlyle        | 0           | 0           | 0           | 0           | 0                  | 0                  | 0                  | 0                  |               |               |               |               |             |             |             |             | 0        | 0      | 0           | 0          |
| T. Drage          | 9           | 0           | 0           | 0           | 2                  | 0                  | 0                  | 0                  |               |               |               |               |             |             |             |             | 11       | 0      | 0           | 0          |
| H. Espejord       | 0           | 0           | 0           | 0           | 0                  | 0                  | 0                  | 0                  |               |               |               |               |             |             |             |             | 0        | 0      | 0           | 0          |
| R. Espejord       | 12          | 3           | 0           | 0           | 1                  | 1                  | 0                  | 0                  |               |               |               |               |             |             |             |             | 13       | 4      | 0           | 0          |
| W. Frantzen       | 0           | 0           | 0           | 0           | 0                  | 0                  | 0                  | 0                  |               |               |               |               |             |             |             |             | 0        | 0      | 0           | 0          |
| H. Gjesdal        | 6           | 0           | 0           | 0           | 2                  | 0                  | 0                  | 0                  |               |               |               |               |             |             |             |             | 8        | 0      | 0           | 0          |
| J. Gundersen      | 3           | 0           | 0           | 0           | 0                  | 0                  | 0                  | 0                  |               |               |               |               |             |             |             |             | 3        | 0      | 0           | 0          |
| M. Hansson        | 25          | 1           | 3           | 0           | 2                  | 0                  | 0                  | 0                  |               |               |               |               |             |             |             |             | 27       | 1      | 3           | 0          |
| M. Ingebrigtsen   | 20          | 3           | 0           | 0           | 1                  | 1                  | 0                  | 0                  |               |               |               |               |             |             |             |             | 21       | 4      | 0           | 0          |
| J. Johansen       | 18          | 1           | 1           | 0           | 2                  | 0                  | 0                  | 0                  |               |               |               |               |             |             |             |             | 20       | 1      | 1           | 0          |
| R. Johansen       | 26          | 3           | 3           | 0           | 0                  | 0                  | 0                  | 0                  |               |               |               |               |             |             |             |             | 26       | 3      | 3           | 0          |
| L. Johnsen        | 1           | 0           | 0           | 0           | 0                  | 0                  | 0                  | 0                  |               |               |               |               |             |             |             |             | 1        | 0      | 0           | 0          |
| J. Karlstrøm      | 0           | -0          | 0           | 0           | 0                  | -0                 | 0                  | 0                  |               |               |               |               |             |             |             |             | 0        | 0      | 0           | 0          |
| T. Kind Bendiksen | 11          | 0           | 0           | 0           | -                  | -                  | -                  | -                  |               |               |               |               |             |             |             |             | 11       | 0      | 0           | 0          |
| B. Kjeldsberg     | 0           | 0           | 0           | 0           | 0                  | 0                  | 0                  | 0                  |               |               |               |               |             |             |             |             | 0        | 0      | 0           | 0          |
| G. Kongshavn      | 3           | -9          | 0           | 0           | 0                  | -0                 | 0                  | 0                  |               |               |               |               |             |             |             |             | 3        | -9     | 0           | 0          |
| C. Landu Landu    | 20          | 0           | 4           | 0           | 0                  | 0                  | 0                  | 0                  |               |               |               |               |             |             |             |             | 20       | 0      | 4           | 0          |
| B. Lekström       | 9           | -11         | 1           | 0           | 0                  | -0                 | 0                  | 0                  |               |               |               |               |             |             |             |             | 9        | -11    | 1           | 0          |
| F. Michalsen      | 0           | 0           | 0           | 0           | 0                  | 0                  | 0                  | 0                  |               |               |               |               |             |             |             |             | 0        | 0      | 0           | 0          |
| M. Moldskred      | 25          | 1           | 0           | 0           | 2                  | 0                  | 0                  | 0                  |               |               |               |               |             |             |             |             | 27       | 1      | 0           | 0          |
| L. Nilsen         | 11          | 0           | 0           | 0           | 2                  | 0                  | 0                  | 0                  |               |               |               |               |             |             |             |             | 13       | 0      | 0           | 0          |
| H. Norbye         | 21          | 0           | 2           | 0           | 1                  | 0                  | 0                  | 0                  |               |               |               |               |             |             |             |             | 22       | 0      | 2           | 0          |
| M. Ødegaard       | 30          | 0           | 2           | 0           | 2                  | 0                  | 0                  | 0                  |               |               |               |               |             |             |             |             | 32       | 0      | 2           | 0          |
| Z. Ondrášek       | 27          | 9           | 6           | 0           | 2                  | 1                  | 0                  | 0                  |               |               |               |               |             |             |             |             | 29       | 10     | 6           | 0          |
| M. Oršulić        | 7           | 0           | 3           | 1           | -                  | -                  | -                  | -                  |               |               |               |               |             |             |             |             | 7        | 0      | 3           | 1          |
| W. Venta Akre     | 0           | 0           | 0           | 0           | 0                  | 0                  | 0                  | 0                  |               |               |               |               |             |             |             |             | 0        | 0      | 0           | 0          |
| P. Vestly Heigre  | 20          | -30         | 0           | 0           | 2                  | -3                 | 0                  | 0                  |               |               |               |               |             |             |             |             | 22       | -33    | 0           | 0          |
| S. Wangberg       | 29          | 0           | 3           | 1           | 0                  | 0                  | 0                  | 0                  |               |               |               |               |             |             |             |             | 29       | 0      | 3           | 1          |